# Lucius Aelius Lamia
Lucius Aelius Lamia, né en 37 av. J.-C. et mort en 33 apr. J.-C., est un homme politique romain, préfet de Rome sous l'empereur Tibère. Il a été consul en l'an 3 de notre ère et a ensuite été gouverneur de Germanie, de la Pannonie et de la province romaine d'Afrique. En 22 de notre ère, il fut nommé légat impérial en Syrie, mais il fut retenu à Rome par Tibère et ne se rendit jamais en Syrie durant les dix ans où il a officiellement occupé ce poste. Dans la dernière année de sa vie, en 33, il a exercé les fonctions de préfet de Rome.

## Famille
Il est le fils de Lucius Aelius Lamia, légat et propréteur d'Hispanie citérieure en 24 av. J.-C. et préteur en 43 av. J.-C., mais qui meurt avant la fin de son mandat. son père ou lui était un ami du poète Horace. Il est le père de Lucius Aelius Lamia, et d'Aelia, première femme du préteur Marcus Plautius Silvanus.

## Carrière
Il est triumvir monétaire en 9/8 av. J.-C., quindecemviri sacris faciundis autour de 1 apr. J.-C., préteur en 1 apr. J.-C., consul en 3 apr. J.-C., légat de Germanie de 6 à 8 apr. J.-C., proconsul d'Afrique vers 15/16 (mentionné sur une inscription de Tripolitaine en néo-punique), légat en Syrie entre 22 et 32 et préfet de la Ville de Rome en 33 apr. J.-C.,.